# Pierre Flandrin
Pierre Flandrin (ur. 1301 w Rodan-Alpy — zm. 23 stycznia 1381 w Awinionie) – francuski kardynał okresu niewoli awiniońskiej.

## Życiorys
Był audytorem Roty Rzymskiej i dziekanem kapituły katedralnej w Bayeaux w chwili, kiedy papież Grzegorz XI mianował go kardynałem diakonem Sant'Eustachio (30 maja 1371). W 1375 był papieskim wikariuszem dla diecezji rzymskiej. W 1378 roku przystąpił do obediencji Klemensa VII, antypapieża obediencji awiniońskiej. Zmarł w Awinionie.